# СКР-48
ПЛК-48, с 19.05.1966 СКР-48 — сторожевой корабль проекта 35 Балтийского флота и Черноморского флота (по классификации НАТО — Mirka klass frigate). Бортовые номера 818, 808.

## Служба
Сторожевой корабль был заложен 28.06.1962 года на стапеле судостроительного завода № 820 в Калининграде (заводской № 177). Спущен на воду 21.06.1963 года. 27.01.1965 года был зачислен в списки кораблей ВМФ. Вступил в строй 31.12.1965 года. 25.01.1966 года был включен в состав Балтийского флота.
До 19 мая 1966 года относился к подклассу ПЛК. Летом 1966 года совершил межфлотский переход вокруг Европы из Балтийска в Севастополь и 31 августа 1966 года был перечислен в состав Черноморского флота.
На СКР-12, СКР-19, СКР-35, СКР-48 и СКР-83 РЛС «Фут-Н» за менили на РЛС «Рубка».

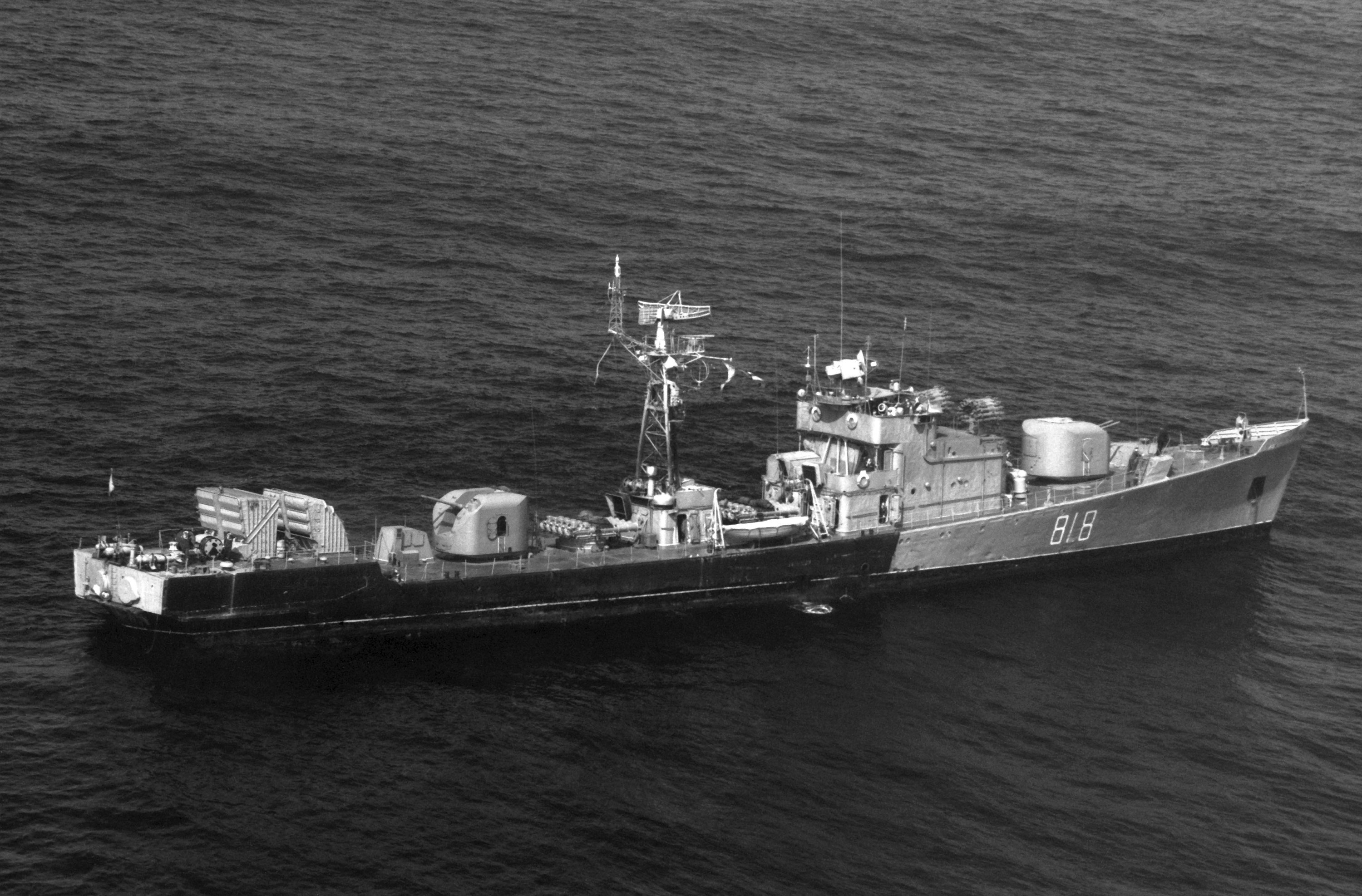
В 1986 году

1 октября 1969 — 31 января 1970 года, находясь при несении боевой службы в зоне военных действий на Средиземном море, выполнял задачу по оказанию помощи вооруженным силам Египта.
В 1970-х годах в составе 17-й бригады противолодочных кораблей в Крымской военно-морской базы на озере Донузлав.
С 31.01.1975 по 30.01.1978 года и с 17.01.1984 по 22.05.1986 года проходил капитальный и средний ремонт на «Севморзаводе» им. С.Орджоникидзе в Севастополе.
26 — 30 мая 1982 года нанёс визит в порт Тунис (Тунис).
1 августа 1985 года «СКР-48» совершил навал на танкер «Давид Бакрадзе» в Севастопольской бухте. «СКР-48» стоял в бухте Клепальной у причала № 23 нефтегавани. После заправки, в 17 часов 25 минут, полная видимость, штиль, скорость ветра(300°) — до 4 м/сек, рейдовый буксир «РБ-136» начал его буксировку лагом. Буксир не смог выполнить разворот и вывести СКР из нефтегавани. Помощник капитана буксира решил осуществить буксировку за нос. В 18 часов 4 минуты на буксир был заведен капроновый трос и начата буксировка курсом на танкер «Давид Бакрадзе», стоявший у причала № 22. Буксир начал поворот влево на выход из нефтегавани. Дистанция между «СКР-48» и танкерам сократилась до 30-40 метров. Она быстро уменьшалась и помощник капитана буксира резко повернул влево и дал полный ход. Буксирный трос лопнул. В 18 часов 9 минут «СКР-48» на инерции навалился форштевнем на правый борт танкера и оставил на его корпусе пятиметровую царапину.
19 апреля 1990 года был исключен из состава ВМФ в связи со сдачей в ОФИ для разоружения, демонтажа и реализации. 1 августа 1990 года был расформирован и разделан на металл в Севастополе.

## Командиры
- 1977 — капитан 3-го ранга Черей Николай Иванович

## Примечание
1. 1 2 3 4 5 6  Сторожевой корабль "СКР-48". Черноморский флот - информационный ресурс (2024). Дата обращения: 19 ноября 2024. Архивировано 13 ноября 2024 года.
2. ↑  Костриченко В. В., Айзенберг Б. А. Часть II (Боевые надводные корабли и катера) // ВМФ СССР и России. Аварии и катастрофы. — Приложение к Военно-Морскому Историческому Обозрению, специальный выпуск №2. — Харьков, 1998. Архивировано 22 ноября 2024 года.